# خلیفه‌لی (آماسیه)
خلیفه‌لی (به ترکی استانبولی: Halifeli) یک منطقهٔ مسکونی در ترکیه است که در آماسیه واقع شده‌است.